# 莊柏林
莊柏林（1932年11月17日—2015年10月12日），臺南市學甲區人，後搬到台北市。父親為國小校長。台南一中、國立台灣大學法律系畢業，日本明治大學民事訴訟法研究。曾任台灣高等法院簡任法官、律師、淡江和文化大學教授、考試院典試委員、司法院審議委員、台灣國辦公室監察長；2000年陳水扁總統聘為國策顧問。

## 生平
為鹽分地帶詩人，台灣教授協會會員，笠詩社、蕃薯詩社同仁，1991年任《笠詩刊》社長，同年設立「榮後台灣詩獎」。著有詩集《西北雨》、《苦楝若開花》、《火鳳凰(1)、(2)》、《莊柏林台語詩集》、《莊柏林詩選》、《莊柏林台語詩曲集》及《民事訴訟法》、《強制執行法》、《商事法》等書。
於1990年投入台語文學創作，擅長思鄉懷舊題材。故鄉的一屋一瓦、一草一木、昆蟲、飛鳥，到童年嬉玩的情景，皆是其歌詠的對象。也擅長描寫愛情，筆觸細膩，有些詩甚至與音樂結合，讓詩與歌相輔相成，美麗而感人。吳潛誠等人認為：「莊柏林先生從鹽分地帶優秀的文學傳統出發，具有冷靜凝視現實的眼光與熱切觀照鄉土的胸懷，其詩語平實中常有出人意料的飛躍，如歌的母語之開拓亦形成其詩作的重要特色。」

## 得獎紀錄
- 1994年南瀛文學詩獎
- 1997年鹽分地帶新文學貢獻獎及南瀛文學獎
- 1995年－1998年獲登載於台灣文學選及中國詩選。
- 2003年國際青商會[薪傳獎]